# Ronaldo Alves
Ronaldo Luiz Alves, meglio conosciuto come Ronaldo Alves (Bebedouro, 9 luglio 1989), è un calciatore brasiliano, difensore della Ferroviária.

## Carriera
Dopo aver giocato con l'Atlético Paranaense, ed aver ottenuto 5 presenze nella Série A 2009, nel 2010 si trasferisce all'Internacional.

## Palmarès

### Club

#### Competizioni statali
- Campionato Paranaense: 1

Athl. Paranaense: 2009
- Campionato Gaúcho: 1

Internacional: 2010
- Campionato Pernambucano: 2

Sport Recife: 2017
Náutico: 2021

#### Competizioni internazionali
- Coppa Libertadores: 1

Internacional: 2010
- Recopa Sudamericana: 1

Internacional: 2011